# ثنائي فلوريد ثنائي الأكسجين
ثنائي فلوريد ثنائي الأكسجين هو مركب كيميائي من الفلور والأكسجين له الصيغة O2F2، ويكون على شكل غاز بني اللون في الشروط العادية من الضغط ودرجة الحرارة.

## التحضير
حضّر ثنائي فلوريد ثنائي الأكسجين لأول مرة من قبل الكيميائي أوتو روف Otto Ruff سنة 1933، وذلك من التفاعل المباشر بين الفلور والأكسجين في منطقة تفريغ كهربائي:
{\displaystyle \mathrm {O_{2}+F_{2}\rightarrow F_{2}O_{2}} }
يمكن أن تتم العملية أيضاً من تسخين مزيج غازي الفلور والأكسجين إلى درجة 700 °س، ثم بالتبريد السريع في الأكسجين السائل.

## الخواص
عند الشروط العادية من الضغط ودرجة الحرارة يكون ثنائي فلوريد ثنائي الأكسجين على شكل غاز بني اللون، وفي الحالة السائلة على شكل سائل أحمر اللون، وفي الحالة الصلبة على شكل صلب برتقالي اللون.
تشبه البنية الجزيئية لمركب ثنائي فلوريد ثنائي الأكسجين تلك التي لمركب فوق أكسيد الهيدروجين H2O2.
إن المركب غير مستقر ويتفكك من الدرجة -95 °س، وهو من العوامل المفلورة بالإضافة إلى كونه من المؤكسدات القوية. فعلى سبيل المثال، يكون لدى ثنائي فلوريد ثنائي الأكسجين القدرة على أكسدة الكلور إلى ثلاثي فلوريد الكلور ClF3، وكبريتيد الهيدروجين إلى سداسي فلوريد الكبريت.

## الاستخدامات
يستخدم ثنائي فلوريد ثنائي الأكسجين كعامل مُفَلْور، وذلك للحصول على الفلوريدات العليا من المعادن الثقيلة مثل النبتونيوم، غالباً على شكل سداسي فلوريد:
{\displaystyle \mathrm {NpO_{2}\ +\ 3\ O_{2}F_{2}\ \longrightarrow \ NpF_{6}\ +\ 4\ O_{2}} }
{\displaystyle \mathrm {NpF_{4}\ +\ O_{2}F_{2}\ \longrightarrow \ NpF_{6}\ +\ O_{2}} }